# The Great American Bash 2007
The Great American Bash 2007 è stata la quarta edizione dell'omonimo evento in pay-per-view prodotto dalla World Wrestling Entertainment. L'evento si è svolto il 22 luglio 2007 presso l'HP Pavilion di San Jose.

## Storyline
Il 24 giugno, a Vengeance: Night of Champions, John Cena difese con successo il WWE Championship in un Five-Pack Challenge che comprendeva anche Bobby Lashley, Mick Foley, Randy Orton e King Booker. Nella puntata di Raw del 2 luglio il General Manager dello show rosso, Jonathan Coachman, organizzò un Beat the Clock Challenge tra Orton, Lashley, Booker e Mr. Kennedy per determinare il nuovo sfidante al titolo di Cena. Più avanti, la sera stessa, Lashley si aggiudicò la sfida poiché stabilì il miglior tempo di vittoria generale, a discapito degli altri tre, dopo aver sconfitto il suo avversario Shelton Benjamin. Un match tra Cena e Lashley con in palio il WWE Championship fu quindi sancito per The Great American Bash.
Nella puntata di SmackDown del 6 luglio il General Manager dello show blu, Theodore Long, annunciò che Edge avrebbe difeso il World Heavyweight Championship contro Kane a The Great American Bash. La settimana successiva, Edge fu tuttavia costretto a rendere vacante il titolo dopo che subì un legittimo infortunio al muscolo pettorale sinistro; il che portò all'organizzazione di un Battle Royal match per la puntata di SmackDown del 20 luglio per la riassegnazione della cintura, la quale fu poi vinta da The Great Khali dopo che eliminò simultaneamente per ultimi Batista e Kane. Sempre nella stessa puntata, Batista e Kane si affrontarono per determinare il primo sfidante al titolo di Khali, ma l'incontro terminò in no-contest a causa dell'intervento del nuovo campione, il quale attaccò entrambi. Long decise dunque di sancire un Triple Threat match tra Khali, Batista e Kane con in palio il World Heavyweight Championship per The Great American Bash.
A Vengeance: Night of Champions, John Morrison (conosciuto in precedenza come Johnny Nitro) sostituì in corsa il "non presenziante" Chris Benoit nel match valevole per la riassegnazione del vacante ECW Championship, arrivando poi a conquistarlo per la prima volta dopo che sconfisse CM Punk. Nella puntata di ECW del 26 giugno Punk superò Elijah Burke in un 2-out-of-3 Falls match per 2-1, diventando il primo sfidante al titolo di Morrison per The Great American Bash.
Nella puntata di Raw del 16 luglio Jeff Hardy vinse un Fatal 4-Way Elimination match che comprendeva anche Santino Marella, Shelton Benjamin e William Regal, diventando così il primo sfidante all'Intercontinental Championship di Umaga per The Great American Bash.
Nella puntata di SmackDown del 6 luglio Matt Hardy sconfisse lo United States Champion Montel Vontavious Porter in un incontro non titolato. Ciò portò il General Manager Theodore Long a sancire un match tra i due con in palio lo United States Championship per The Great American Bash.
Nella puntata di Raw del 2 luglio il WWE Hall of Famer Dusty Rhodes fece un'apparizione a sorpresa insieme al figlio debuttante, Cody Rhodes, ma entrambi furono interrotti da Randy Orton, il quale schiaffeggiò Dusty dinanzi al figlio. Nella puntata di Raw del 9 luglio, dopo che Cody aveva schiaffeggiato Orton per il fatto della settimana precedente, venne annunciato un Texas Bullrope match tra Orton e Dusty per The Great American Bash.
A Vengeance: Night of Champions, Candice Michelle sconfisse Melina conquistando così il Women's Championship per la prima volta. Un rematch tra le due con in palio il titolo fu quindi sancito per The Great American Bash.
Nella puntata di Raw del 18 giugno, dopo essere stato trasferito dal roster della ECW a quello di Raw per effetto del Draft, The Sandman debuttò appunto nello show rosso e attaccò Carlito con un singapore cane. Nella puntata di Raw del 2 luglio Carlito sconfisse The Sandman per squalifica dopo che questi lo colpì nuovamente con un singapore cane. Dopo che nella puntata di Raw del 16 luglio The Sandman sconfisse Carlito per squalifica a causa dell'intervento di William Regal, venne annunciato un Singapore Cane-on-a-Pole match tra Carlito e The Sandman per The Great American Bash.
Per The Great American Bash venne inoltre sancito un Cruiserweight Open valevole per il Cruiserweight Championship di Chavo Guerrero, i cui partecipanti furono anche Funaki, Jamie Noble, Jimmy Wang Yang e Shannon Moore.

## Evento

### Match preliminari
L'opener dell'evento fu il match per lo United States Championship tra il campione Montel Vontavious Porter e lo sfidante Matt Hardy. Nella fasi iniziali dell'incontro, Hardy fu in controllo della contesa dopo che colpì MVP prima con un suplex e poi con un pescado all'esterno del ring. MVP reagì e colpì Hardy con un superplex dalla terza corda, salvo poi subire l'offensiva di quest'ultimo, che lo colpì inizialmente con un flying leg drop e poi con il Side Effect, che valse solamente un conto di due. Hardy tentò la Twist of Fate, ma MVP lo anticipò e lo atterrò con un violento running big boot al volto per poi colpirlo con il Playmaker, schienandolo per mantenere il titolo.
Nel secondo match Chavo Guerrero difese il Cruiserweight Championship in un Cruiserweight Open che comprendeva anche Funaki, Jamie Noble, Jimmy Wang Yang e Shannon Moore. Il match fu un veloce batti e ribatti, dove tutti e cinque i partecipanti si portarono in vantaggio l'un l'altro. Prima Guerrero e poi Noble tentarono di sottomettere rispettivamente Yang con la Gory Especial e Funaki con un armbar, ma entrambi furono interrotti. Guerrero eseguì poi la Gory Bomb su Funaki, però Yang interruppe lo schienamento e fu poi colpito dai three amigos del campione. Dopo che Funaki e Moore furono gettati fuori dal ring, Guerrero, Noble e Yang caddero malamente dalla terza corda dopo l'esecuzione di un superplex e una powerbomb combinati e ciò comportò l'arrivo di Hornswoggle, nascosto al di sotto del quadrato, che si aggiunse a sorpresa tra i contendenti al titolo. Hornswoggle eseguì velocemente un Tadpole Splash su Noble e lo schienò per vincere il match, conquistando così la cintura dei pesi leggeri per la prima volta.   
L'incontro successivo fu il Singapore Cane-on-a-Pole match tra Carlito e The Sandman. Dopo un'offensiva da parte di entrambi, Sandman staccò per primo il bastone da kendo dal gancio posto al di sopra del paletto e tentò di utilizzarlo per colpire Carlito, ma quest'ultimo schivò l'attacco ed eseguì il Backstabber. Dopo l'esecuzione della manovra, Carlito schienò Sandman per vincere la contesa.   
Il quarto match fu per il Women's Championship tra la campionessa Candice Michelle e la sfidante Melina. Dopo un rapido batti e ribatti, Candice eseguì il Candy Wrapper su Melina e la schienò per mantenere il titolo femminile.   
Nel match seguente Umaga difese l'Intercontinental Championship contro Jeff Hardy. Per gran parte dell'incontro, Umaga dominò la contesa grazie alla sua fisicità e colpì Hardy con varie manovre di potenza, tra cui un samoan drop e un uranage. Hardy riuscì a trovare uno spiraglio di offensiva dopo che schivò un diving headbutt di Umaga, colpendolo poi con una DDT e col Whisper in the Wind. Hardy eseguì immediatamente la Swanton Bomb, ma Umaga si liberò dallo schienamento al conteggio di due e colpì lo stesso Hardy prima con un superkick e poi con un violento running hip attack all'angolo. Subito dopo, Umaga eseguì il Samoan Spike su Hardy e lo schienò per mantenere il titolo intercontinentale.   
Il sesto incontro della card fu quello per l'ECW Championship tra il campione John Morrison e lo sfidante CM Punk. Dopo un batti e ribatti, in cui entrambi tentarono le rispettive mosse finali, Morrison tentò di abbandonare il ring ma Punk lo inseguì e lo riportò sul quadrato per continuare l'incontro. Prima che Punk potesse eseguire uno springboard clothesline dalla corde, Morrison lo colpì in mezz'aria con un superkick sul suo ginocchio destro dolorante e lo schienò per mantenere il titolo.   
L'incontro che seguì fu il Texas Bullrope match tra Dusty Rhodes e Randy Orton. Durante le prime fasi della contesa, Rhodes ebbe il vantaggio dopo che colpì ripetutamente Orton con dei bionic elbow (gomitate al volto). Orton dominò tuttavia Rhodes dopo che lo colpì costantemente con il campanaccio che era attaccato alla corda che li univa. Dopo l'ennesimo colpo al volto, Orton schienò Rhodes per vincere il match.   

### Match principali
L'ottavo incontro dell'evento, il primo di cartello, fu il Triple Threat match per il World Heavyweight Championship tra il campione The Great Khali, Batista e Kane. Durante le fasi iniziali, Khali dominò la contesa grazie alla propria stazza e respinse gran parte degli attacchi dei due sfidanti, colpendo poi Batista con uno spinning heel kick e Kane con una chokeslam. L'azione si spostò fuori dal ring, dove Kane e Batista unirono le forze per schiantare Khali attraverso un tavolo dei commentatori dopo l'esecuzione di una chokeslam e uno spinebuster combinati. Dopo un batti e ribatti tra Batista e Kane, con quest'ultimo che eseguì una flying clothesline dal paletto sul primo, Khali tornò sul quadrato per contrastare entrambi salvo poi venir colpito da un'incredibile chokeslam di Kane, che valse solo un conto di due. Dopo che gettò Kane contro dei gradoni d'acciaio, Batista battagliò con Khali e lo atterrò con uno spinebuster che non fu però abbastanza per ottenere la vittoria. Batista tentò quindi l'esecuzione della Batista Bomb su Kane ma questi la rovesciò nella chokeslam, dalla quale lo stesso Batista si liberò dopo un conteggio di due sul successivo schienamento. Kane cercò poi di colpire Batista con una sedia, ma quest'ultimo lo intercettò con uno spinebuster e lo schiantò al tappeto con la Batista Bomb. Khali interruppe tuttavia lo schienamento sul conto di due e lanciò Batista contro i gradoni fuori dal ring, per poi eseguire la Khali Bomb su Kane. Dopo l'esecuzione della manovra, Khali schienò Kane per mantenere il titolo dei pesi massimi.
Il main event fu il match per il WWE Championship tra il campione John Cena e lo sfidante Bobby Lashley. Dopo un batti e ribatti iniziale, Lashley ebbe il vantaggio su Cena grazie all'esecuzione di alcuni suplex e powerslam. Dopo aver reagito con un jumping ddt e un five knuckle shuffle, Cena tentò la Protobomb ma Lashley lo intercettò con una potente powerslam. Cena tuttavia reagì e colpì Lashley con la F-U, che valse solamente un conto di due. Lashley sventò l'offensiva di Cena e lo atterrò con una clothesline per poi tentare la Spear, che fu però rovesciata nella STFU. Dopo aver toccato le corde per liberarsi dalla presa, Lashley eseguì la Spear su Cena e lo schienò, ma il campione evase dallo schienamento al conteggio di due. Dopo un batti e ribatti finale, Cena colpì Lashley con una Super F-U dalla terza corda e lo schienò per mantenere il titolo.

## Risultati
| #    | Incontri                                                                                          | Stipulazioni                                                       | Durata |
| ---- | ------------------------------------------------------------------------------------------------- | ------------------------------------------------------------------ | ------ |
| Dark | Chuck Palumbo ha sconfitto Chris Masters                                                          | Single match                                                       | —      |
| 1    | Montel Vontavious Porter (c) ha sconfitto Matt Hardy                                              | Single match per il WWE United States Championship                 | 12:55  |
| 2    | Hornswoggle ha sconfitto Chavo Guerrero (c), Funaki, Jamie Noble, Jimmy Wang Yang e Shannon Moore | Cruiserweight open challenge per il WWE Cruiserweight Championship | 06:59  |
| 3    | Carlito ha sconfitto The Sandman                                                                  | Singapore cane-on-a-pole match                                     | 05:31  |
| 4    | Candice Michelle (c) ha sconfitto Melina                                                          | Single match per il WWE Women's Championship                       | 06:22  |
| 5    | Umaga (c) ha sconfitto Jeff Hardy                                                                 | Single match per il WWE Intercontinental Championship              | 11:20  |
| 6    | John Morrison (c) ha sconfitto CM Punk                                                            | Single match per l'ECW Championship                                | 07:50  |
| 7    | Randy Orton ha sconfitto Dusty Rhodes                                                             | Texas bullrope match                                               | 05:40  |
| 8    | The Great Khali (c) (con Ranjin Singh) ha sconfitto Batista e Kane                                | Triple threat match per il World Heavyweight Championship          | 10:04  |
| 9    | John Cena (c) ha sconfitto Bobby Lashley                                                          | Single match per il WWE Championship                               | 14:52  |